# جو مونتانا
جوزف کلیفورد "جو" مونتانا (انگلیسی: Joseph Clifford "Joe" Montana؛ زادهٔ ۱۱ ژوئن ۱۹۵۶) یک بازیکن سابق کوارتربک فوتبال آمریکایی اهل ایالات متحده آمریکا است. او در لیگ ملی فوتبال بازی کرده‌است.
از فیلم‌ها یا برنامه‌های تلویزیونی که وی در آن نقش داشته است می‌توان به هویت بورن، لژیونر اشاره کرد.
از باشگاه‌هایی که در آن بازی کرده‌است می‌توان به کانزاس سیتی چیفس و سان فرانسیسکو فورتی‌ناینرز اشاره کرد.